# Polina Gagarina
Polina Siergiejewna Gagarina (ros. Полина Сергеевна Гагарина; ur. 27 marca 1987 w Moskwie) – rosyjska piosenkarka, aktorka i kompozytorka.
Zwyciężczyni finale drugiej edycji programu telewizyjnego Star Factory (2003). Wydała trzy albumy studyjne: Poprosi u obłakow (2007), O siebie (2010) i 9 (2016) oraz minialbum EP (2015). Reprezentując Rosję z utworem „A Million Voices”, zajęła drugie miejsce w finale 60. Konkursu Piosenki Eurowizji. W duecie z Jegorem Kridem nagrała przebój „Komanda 2018”, oficjalną piosenkę Mistrzostw Świata w Piłce Nożnej 2018 organizowanych w Rosji.

## Życiorys
Pierwszą klasę szkoły ogólnokształcącej ukończyła w Grecji, dokąd rodzice przeprowadzili się ze względu na grecki kontrakt matki Poliny, zawodowej tancerki baletowej. Dzięki pomieszkiwaniu w Grecji zna język grecki, posługuje się również angielskim. W 1993, po śmierci ojca Poliny, na krótko wróciła do Rosji, ponownie kontynuowała naukę w Atenach i po wakacjach 1994 zamieszkała wraz z babcią w Saratowie. Następnie wraz z matką przeprowadziła się do Moskwy, tam ukończyła szkołę muzyczną i rozpoczęła studia w MCHAT.
W 2003 wzięła udział w drugiej edycji programu muzycznego Fabrika zwiozd, w którego trakcie zaśpiewała m.in. kilka utworów Maksima Fadiejewa. Po wygraniu w finale programu odrzuciła propozycję pracy z muzykiem, a zamiast tego nawiązała współpracę z zespołem Playgirls, który rozpadł się niedługo po podpisaniu kontraktu płytowego z wytwórnią ARS Records. Zakończywszy działalność w grupie kontynuowała karierę solową. W 2005 zajęła trzecie miejsce na festiwalu Nowa Fala w Jurmale. W 2007 wydała debiutancki album studyjny pt. Poprosi u obłakow. W 2008 wydała singiel „Komu, zaczem?”, który nagrała w duecie z Iriną Dubcową. W 2010 wydał swój drugi album pt. O siebie oraz singiel „Ja obieszczaju”.
W 2012 rozpoczęła współpracę z producentem muzycznym Konstantinem Meladzem, której efektem były cztery single: „Spiektakl okonczen”, „Niet”, „Nawiek” i „Szagaj”. Utwory umieściła na wydanym w 2015 minialbumie, zatytułowanym po prostu EP. Jeszcze przed wydaniem epki, w listopadzie 2014 wydała singiel „Day”. W kwietniu 2015 opublikowała cover utworu „Kukuszka”, który nagrała na potrzeby ścieżki dźwiękowej do filmu Bitwa o Sewastopol (ros. Битва за Севастополь). W maju, reprezentując Rosję z piosenką „A Million Voices”, zajęła drugie miejsce w finale 60. Konkursu Piosenki Eurowizji organizowanego w Wiedniu. Po udziale na Eurowizji wydała rosyjskojęzyczną wersję piosenki „A Million Voices” – „Milion gołosow” oraz wystąpiła w towarzystwie chóru dziecięcego pod dyrekcją Walerija Giergijewa podczas ceremonii losowania grup do eliminacji strefy UEFA do Mistrzostw Świata w Piłce Nożnej 2018.

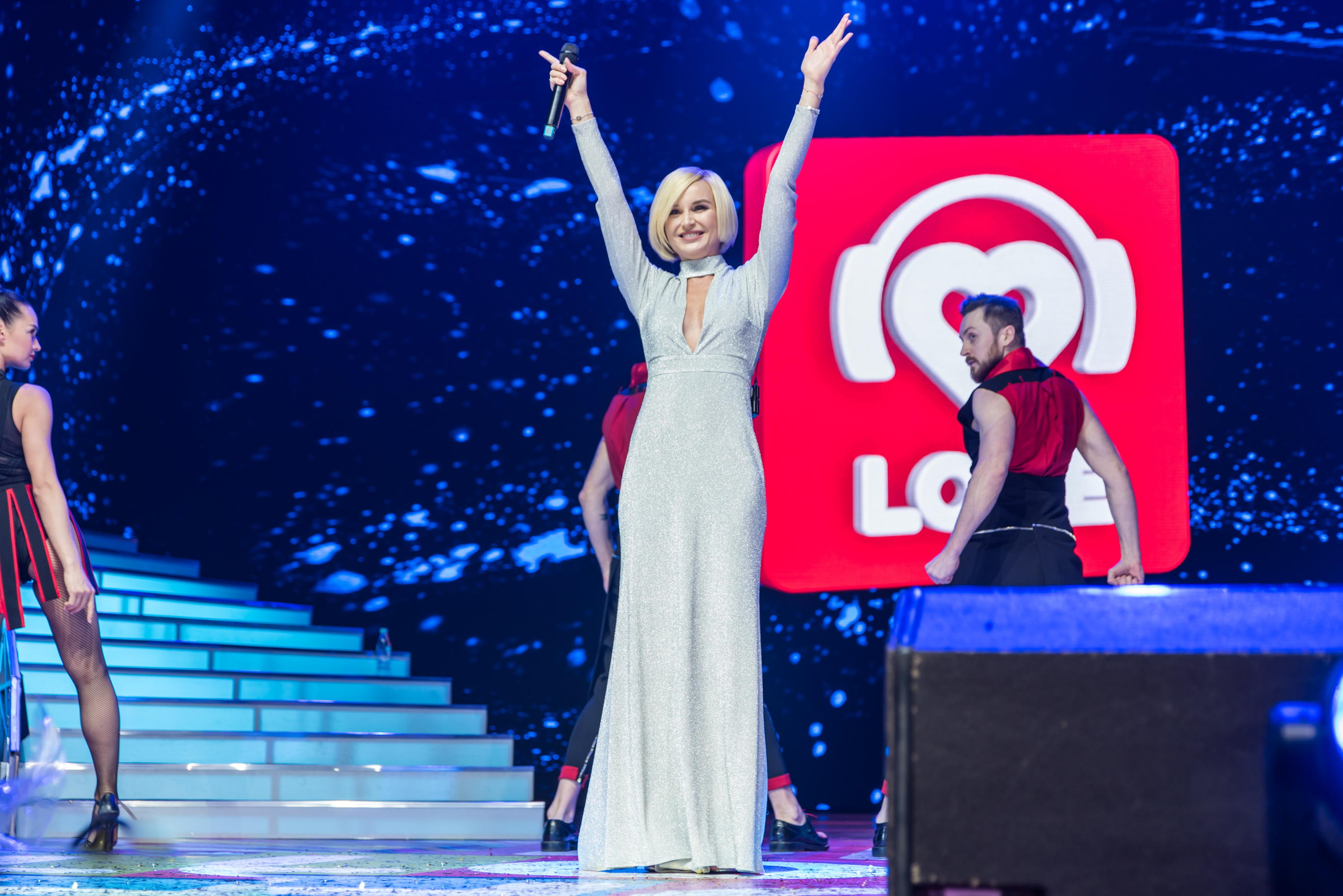
Gagarina podczas występu na Big Love Show 2018 w Petersburgu

W 2015 i 2016 była jurorką czwartej i piątej edycji programu Gołos. 9 września 2016 wydała trzeci album studyjny pt. 9. Promowała go singlami: „Day”, „Tancuj so mnoj” i „Stanu solncem”. Również w 2016 zaśpiewała gościnnie w utworze Bastego „Angieł wiery”. 24 marca 2017 wydała singiel „Dramy bolsze niet”. W 2018 razem z Jegorem Kridem nagrała piosenkę „Komanda 2018”, która została wybrana na hymn Mistrzostw świata w piłce nożnej 2018 organizowanych w Rosji. W 2019 dotarła do finału programu Singer 2019 emitowanego w chińskiej telewizji Hunan.

## Życie prywatne
25 sierpnia 2007 poślubiła Piotra Kisłowa, z którym rozwiodła się 31 marca 2010. Ma z nim syna Andrieja (ur. 14 października 2007).
Od 9 września 2014 jej mężem jest fotograf Dmitrij Ischakow. W kwietniu 2017 urodziła córkę Mię.

## Dyskografia
Albumy studyjne
- Poprosi u obłakow (2007)
- O siebie (2010)
- 9 (2016)

Minialbumy (EP)
- EP (2015)

## Filmografia
| Rok  | Nazwa filmu                         | Rola                                          |
| ---- | ----------------------------------- | --------------------------------------------- |
| 2007 | Dochki-materi                       | Odśpiewanie tytułowej piosenki                |
| 2012 | Katina lyubov                       | Odśpiewanie tytułowej piosenki                |
| 2012 | Hotel Transylwania                  | Mavis (dubbing w rosyjskiej wersji językowej) |
| 2013 | Sasha Belyy                         | Sama siebie                                   |
| 2014 | Czarnoksiężnik z Oz: Powrót Dorotki | Dorothy Gale                                  |
| 2015 | Odnoy levoy                         | Sofi                                          |
| 2015 | Hotel Transylwania 2                | Mavis (dubbing w rosyjskiej wersji językowej) |